# Athinaikos
Athinaikos (Grieks: Αθηναϊκός Γυμναστικός Σύλλογος, Athinaikós Gymnastikós Sýllogos), wat betekent: "Atheense Gymnastiekvereniging", is een Griekse voetbalclub uit Vyronas, een stadsdeel van de hoofdstad Athene.
De club werd in 1917 opgericht en was medeoprichter van de Griekse voetbalbond. In de jaren 50 fusioneerde de club met Nea Elvetia en verhuisde zo naar Vyronas. In 1990 promoveerde de club naar de hoogste klasse en werd er meteen zesde en bereikte ook de finale van de beker waarin het van Panathinaikos Athene verloor. Doordat Panathinaikos kampioen was mocht Athinaikos deelnemen aan de Beker der bekerwinnaars maar werd in de eerste ronde al uitgeschakeld door Manchester United.
De volgende jaren eindigde de club telkens in de middenmoot en in 1998 degradeerde de club. In 2000 keerde de club terug maar kon niet standhouden en werd opnieuw naar de tweede klasse verwezen. In 2003 degradeerde de club verder naar de derde klasse.

## Erelijst
- Beker van Griekenland
  - Finalist: 1991

## Athinaikos in Europa
#R = #ronde, T/U = Thuis/Uit, W = Wedstrijd, PUC = punten UEFA coëfficiënten .
Uitslagen vanuit gezichtspunt Athinaikos FC
| Seizoen | Competitie   | Ronde | Land              | Club                 | Totaalscore | 1e W    | 2e W       | PUC |
| ------- | ------------ | ----- | ----------------- | -------------------- | ----------- | ------- | ---------- | --- |
| 1991/92 | Europacup II | 1R    | Vlag van Engeland | Manchester United FC | 0-2         | 0-0 (T) | 0-2 nv (U) | 1.0 |

Totaal aantal punten voor UEFA coëfficiënten: 1.0

## Bekende (ex-)spelers
- Fangio Buyse
- Jerry Simons